# 3003
سنة 3003م هي سنة كبيسة تبدأ يوم الثلاثاء حسب التقويم الغريغوري